# Ted Lasso

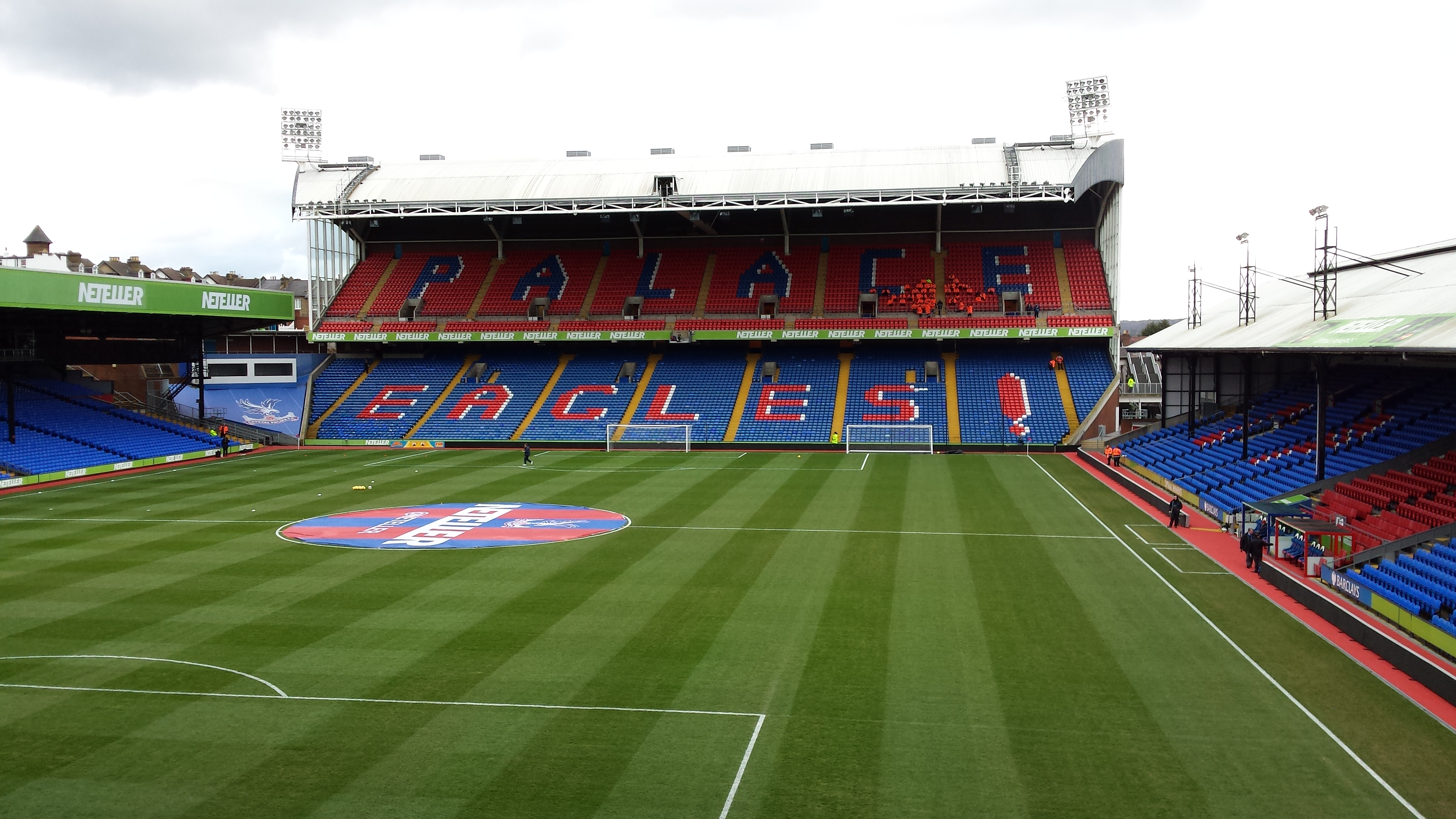
L'estadi del Crystal Palace és la seu de l'AFC Richmond.

Ted Lasso és una sèrie de televisió estatunidenca del gènere comèdia, protagonitzada per Jason Sudeikis en el paper principal de l'entrenador de futbol universitari Ted Lasso. La sèrie es va estrenar a tot el món el 14 d’agost de 2020 exclusivament a través del servei de subscripció Apple TV+.
El 23 de juliol del 2021 es va estrenar la segona temporada de la sèrie amb dotze nous episodis. I el 15 de març de 2023 la tercera temporada.
En la 73a cerimònia dels premis Emmy va obtenir quatre guardons, com a millor sèrie de comèdia, millor actor principal de sèrie de comèdia (Jason Sudeikis) i millors actor i actriu de repartiment de sèrie de comèdia per Brett Goldstein i Hannah Waddingham, respectivament.

## Sinopsi
L'entrenador de futbol nord-americà Ted Lasso (Jason Sudeikis) és fitxat per la propietària de l'AFC Richmond Rebecca Welton (Hannah Waddingham) per entrenar el seu equip de futbol, tot i que no té experiència en aquest esport. L'objectiu de la Rebecca amb aquesta incorporació és venjar-se del seu exmarit, Rupert Mannion (Anthony Head). No obstant això, el nou entrenador intenta ser acceptat i omplir les seves llacunes esportives amb el seu optimisme, la seva determinació i les seves galetes.

## Repartiment

### Personatges principals
- Jason Sudeikis com a Ted Lasso, entrenador del Richmond.
- Hannah Waddingham com a Rebecca Welton, propietària del Richmond.
- Brett Goldstein com a Roy Kent, exfutolista i actual ajudant d'entrenador.
- Juno Temple com a Keeley Jones, exmodel que es converteix en la gerent de màrqueting i relacions públiques del club.
- Phil Dunster com a Jamie Tartt, futbolista del Richmond.
- Brendan Hunt com l'entrenador ajudant i amic del Ted Lasso.
- Nick Mohammed com a Nathan Shelley, assistent i entrenador.
- Jeremy Swift com a Leslie Higgins, director d'operacions del Richmond.

### Personatges recurrents
- James Lance com a Trent Crimm, periodista esportiu de The Independent.
- Adam Colborne com a Baz, tenaç seguidor del Richmond.
- Bronson Webb com a Jeremy, tenaç seguidor del Richmond.
- Kevin Garry com a Paul, tenaç seguidor del Richmond.
- Toheeb Jimoh com a Sam Obisanya, jugador del Richmond.
- Kola Bokinni com a Isaac McAdoo, jugador del Richmond.
- Billy Harris com a Colin Hugues, jugador del Richmond.
- Cristo Fernández com a Dani Rojas, jugador del Richmond.
- Stephen Manas com a Richard Montlaur, jugador del Richmond.
- Annette Badland com a Mae, propietària del pub i tenaç seguidora del Richmond.
- Maximilian Osinski com a Zava, futbolista talentós però que busca l'atenció[5] (3a temporada)
- Sarah Niles com la doctora Sharon Fieldstone, psicòloga esportiva (2a temporada)
- Anthony Head com a Rupert Mannion, exmarit de la Rebecca Welton.
- Andrea Anders com a Michelle Laso
- Ellie Taylor com a Flo "Sassy" Collins, la millor amiga de la Rebecca.
- Charlie Hiscock com a Will, assistent del Richmond.
- Bill Fellow com a George Cartick
- Katy Wix com a Barbara, CFO de KJPR (3a temporada)
- Ambreen Razia com a Shandy Fine (3a temporada)
- Jodi Balfour com a Jack (3a temporada)
- Becky Ann Baker com la mare del Ted (3a temporada)
- Harriet Walter com a Deborah, mare de la Rebecca (2a i 3a temporada)
- Sam Richardson com a Edwin Akufo, multimilionari ghanès que intenta fitxar el Sam Obisanya (2a temporada)
- Arlo White com a Ell mateix. Periodista esportiu
- Chris Powell com a Ell mateix. Exfutbolista i entrenador.

## Episodis

### Primera temporada (2020)
| Núm. d'història | Episodi | Títol                          | Direcció       | Guió                                                    | Data d'estrena   |  |
| --------------- | ------- | ------------------------------ | -------------- | ------------------------------------------------------- | ---------------- |  |
| 1               | 1       | "Pilot"                        | Tom Marshall   | Jason Sudeikis, Bill Lawrence, Brendan Hunt i Joe Kelly | 14 agost 2020    |  |
|                 |         |                                |                |                                                         |                  |  |
| 2               | 2       | "Biscuits"                     | Zach Braff     | Joe Kelly                                               | 14 agost 2020    |  |
|                 |         |                                |                |                                                         |                  |  |
| 3               | 3       | "Trent Crimm: The Independent" | Tom Marshall   | Jane Becker                                             | 14 agost 2020    |  |
|                 |         |                                |                |                                                         |                  |  |
| 4               | 4       | "For the Children"             | Tom Marshall   | Jamie Lee                                               | 21 agost 2020    |  |
|                 |         |                                |                |                                                         |                  |  |
| 5               | 5       | "Tan Lines"                    | Elliot Hegarty | Brett Goldstein                                         | 28 agost 2020    |  |
|                 |         |                                |                |                                                         |                  |  |
| 6               | 6       | "Two Aces"                     | Elliot Hegarty | Bill Wrubel                                             | 4 setembre 2020  |  |
|                 |         |                                |                |                                                         |                  |  |
| 7               | 7       | "Make Rebecca Great Again"     | Declan Lowney  | Jason Sudeikis                                          | 11 setembre 2020 |  |
|                 |         |                                |                |                                                         |                  |  |
| 8               | 8       | "The Diamond Dogs"             | Declan Lowney  | Leann Bowen                                             | 18 setembre 2020 |  |
|                 |         |                                |                |                                                         |                  |  |
| 9               | 9       | "All Apologies"                | M.J. Delaney   | Phoebe Walsh                                            | 25 setembre 2020 |  |
|                 |         |                                |                |                                                         |                  |  |
| 10              | 10      | "The Hope that Kills You"      | M.J. Delaney   | Brendan Hunt                                            | 2 octubre 2020   |  |
|                 |         |                                |                |                                                         |                  |  |

### Segona Temporada (2021)
| Núm. d'història | Episodi | Títol                              | Direcció      | Guió                        | Data d'estrena   |  |
| --------------- | ------- | ---------------------------------- | ------------- | --------------------------- | ---------------- |  |
| 11              | 1       | "Goodbye Earl"                     | Declan Lowney | Brendan Hunt                | 23 juliol 2021   |  |
|                 |         |                                    |               |                             |                  |  |
| 12              | 2       | "Lavender"                         | Declan Lowney | Leann Bowen                 | 30 juliol 2021   |  |
|                 |         |                                    |               |                             |                  |  |
| 13              | 3       | "Do the Right-est Thing"           | Ezra Edelman  | Ashley Nicole Black         | 6 agost 20221    |  |
|                 |         |                                    |               |                             |                  |  |
| 14              | 4       | "Carol of the Bells"               | Declan Lowney | Joe Kelly                   | 13 agost 2021    |  |
|                 |         |                                    |               |                             |                  |  |
| 15              | 5       | "Rainbow"                          | Erica Dunton  | Bill Wrubel                 | 20 agost 2021    |  |
|                 |         |                                    |               |                             |                  |  |
| 16              | 6       | "The Signal"                       | Erica Dunton  | Brett Goldstein             | 27 agost 2021    |  |
|                 |         |                                    |               |                             |                  |  |
| 17              | 7       | "Headspace"                        | Matt Lipsey   | Phoebe Walsh                | 3 setembre 2021  |  |
|                 |         |                                    |               |                             |                  |  |
| 18              | 8       | "Man City"                         | Matt Lipsey   | Jamie Lee                   | 10 setembre 2021 |  |
|                 |         |                                    |               |                             |                  |  |
| 19              | 9       | "Beard After Hours"                | Sam Jones     | Brett Goldstein i Joe Kelly | 17 setembre 2021 |  |
|                 |         |                                    |               |                             |                  |  |
| 20              | 10      | "No Weddings and a Funeral"        | M.J. Delaney  | Jane Becker                 | 24 setembre 2021 |  |
|                 |         |                                    |               |                             |                  |  |
| 21              | 11      | "Midnight Train to Royston"        | M.J. Delaney  | Sasha Garron                | 1 octubre 2021   |  |
|                 |         |                                    |               |                             |                  |  |
| 22              | 12      | "Inverting the Pyramid of Success" | Declan Lowney | Jason Sudeikis i Joe Kelly  | 8 octubre 2021   |  |
|                 |         |                                    |               |                             |                  |  |

### Tercera temporada (2023)
| Núm. d'història | Episodi | Títol                             | Direcció         | Guió                                     | Data d'estrena |  |
| --------------- | ------- | --------------------------------- | ---------------- | ---------------------------------------- | -------------- |  |
| 23              | 1       | "Smells Like Mean Spirit"         | MJ Delaney       | Leann Bowen                              | 15 març 2023   |  |
|                 |         |                                   |                  |                                          |                |  |
| 24              | 2       | "(I Don't Want to Go to) Chelsea" | MJ Delaney       | Sasha Garron                             | 22 març 2023   |  |
|                 |         |                                   |                  |                                          |                |  |
| 25              | 3       | "4-5-1"                           | Destiny Ekaragha | Bill Wrubel                              | 29 març 2023   |  |
|                 |         |                                   |                  |                                          |                |  |
| 26              | 4       | "Big Week"                        | Destiny Ekaragha | Brett Goldstein                          | 5 abril 2023   |  |
|                 |         |                                   |                  |                                          |                |  |
| 27              | 5       | "Signs"                           | Matt Lipsey      | Jamie Lee                                | 12 abril 2023  |  |
|                 |         |                                   |                  |                                          |                |  |
| 28              | 6       | "Sunflowers"                      |                  | Joe Kelly i Jason Sudeikis               |                |  |
|                 |         |                                   |                  |                                          |                |  |
| 29              | 7       |                                   |                  | Phoebe Walsh                             | 26 abril 2023  |  |
|                 |         |                                   |                  |                                          |                |  |
| 30              | 8       |                                   |                  | Keeley Hazell i Dylan Marron             | 3 maig 2023    |  |
|                 |         |                                   |                  |                                          |                |  |
| 31              | 9       |                                   |                  | Chuck Hayward                            | 10 maig 2023   |  |
|                 |         |                                   |                  |                                          |                |  |
| 32              | 10      |                                   |                  | Jane Becker                              | 17 maig 2023   |  |
|                 |         |                                   |                  |                                          |                |  |
| 33              | 11      |                                   |                  | Brendan Hunt i Jason Sudeikis            | 24 maig 2023   |  |
|                 |         |                                   |                  |                                          |                |  |
| 34              | 12      |                                   |                  | Brendan Hunt, Joe Kelly i Jason Sudeikis | 31 maig 2023   |  |
|                 |         |                                   |                  |                                          |                |  |

## Al voltant de la sèrie
Ted Lasso va néixer com a personatge l'any 2013 amb l'objectiu de promocionar les retransmissions de la Premier League anglesa a la cadena NBC Sports. Jason Sudeikis interpreta el personatge i alhora n'és un dels creadors, un entrenador de futbol nord-americà que era fitxat per un club anglès.
La sèrie està desenvolupada per Sudeikis, Bill Laurence, Joe Kelly i Brendant Hunt i es basa en el format i personatges inicials de NBC Sports.

### Merxandatge
El juny de 2021, abans de l'estrena de la 2a temporada, es va posar a la venda el merxandatge oficial.
El 2023, coincidint amb el llançament de la 3a temporada, l'empresa Nike va llançar una gamma completa de productes de l'AFC Richmond que inclouen samarretes, dessuadores, xandalls i samarretes d'entrenament.

### Premis i Nominacions
Ted Lasso amb 20 candidatures va ser la comèdia de primer any més nominada de la història dels premis Emmy, aconseguint quatre premis Emmy, el guardó a millor sèrie de comèdia, millor actor principal de sèrie de comèdia (Jason Sudeikis), millor actor de repartiment en una sèrie de comèdia (Brett Goldstein), i millor actriu de repartiment de sèrie de comèdia (Hannah Waddingham).